# Leib-Garde-Husaren-Regiment

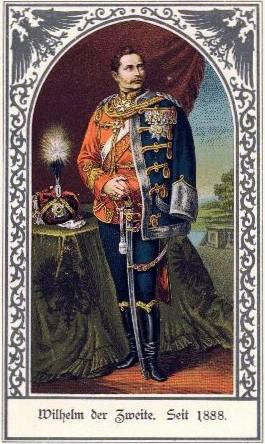
Kaiser Willhelm II. in der Uniform des Leib-Garde-Husaren-Regiments

Das Leib-Garde-Husaren-Regiment war ein Kavallerieverband der Preußischen Armee, der von 1815 bis 1919 bestand und dem Gardekorps angehörte.

## Geschichte
Das Regiment wurde am 21. Februar 1815 (Stiftungstag) als Garde-Husaren-Regiment aus der Garde-Husaren-Eskadron des Leichten Garde-Kavallerie-Regiments und drei Eskadronen des Ostpreußischen National-Kavallerie-Regiments aufgestellt. Der Verband war zunächst in Berlin, ab 1829 in Potsdam stationiert. Mit der Thronbesteigung von Kaiser Wilhelm II. ernannte er sich am 19. Juni 1888 zum Regimentschef und benannte den Verband in Leib-Garde-Husaren-Regiment um.

### Deutscher Krieg
Während des Krieges gegen Österreich nahm das Regiment 1866 an den Schlachten bei Soor und Königgrätz teil.

### Deutsch-Französischer Krieg
Im Krieg gegen Frankreich kam der Verband 1870/71 bei der 1. Garde-Division am 18. August in der Schlacht bei Gravelotte und am 1. September 1870 bei Sedan zum Einsatz. Nachdem die 1. Eskadron am 19. September in den Gefechten bei Pierrefitte-sur-Seine und Stains gewirkt hatte, nahm der Regimentsverbund dann bis 20. Dezember 1870 an der Einschließung und Belagerung von Paris teil. Daran schlossen sich Kämpfe an der Hallue sowie vom 27. Dezember bis zum 10. Januar 1871 die Belagerung von Péronne an. Während dieser Zeit nahmen die Husaren an der Schlacht bei Bapaume teil. Der letzte Kampfeinsatz fand am 19. Januar 1871 in der Schlacht bei Saint-Quentin statt.

### Erster Weltkrieg
Im Ersten Weltkrieg war die 1. Eskadron bei der 2. Garde-Division, die 2. Eskadron bei der 203. Infanterie-Division, die 3. Eskadron bei der 1. Garde-Division, und die 4. Eskadron bei der 92. Infanterie-Division eingesetzt.

### Verbleib
Nach dem Waffenstillstand von Compiègne wurde das Regiment bis Januar 1919 demobilisiert und schließlich aufgelöst. Die Tradition übernahm in der Reichswehr durch Erlass des Chefs der Heeresleitung General der Infanterie Hans von Seeckt vom 24. August 1921 die in Potsdam stationierte 6. Eskadron des 4. (Preußisches) Reiter-Regiments. In der Wehrmacht führte die Panzerabwehr-Abteilung 23 der 23. Infanterie-Division die Tradition fort.

## Uniform
Die ponceaurote Attila hatte eine zitronengelbe Verschnürung. Die Pelzmütze war schwarz mit dunkelblauen Besatzstreifen, mit ponceauroten Kolpak ausgestattet. Die Reithose war blau mit Goldtresse, ebenso die Mente.
Bereits mit A.K.O. vom 14. Februar 1907 befohlen und ab 1909/10 schrittweise eingeführt, wurde anlässlich des Kaisermanövers 1913 die bunte Uniform erstmals durch die feldgraue Felddienstuniform (M 1910) ersetzt. Diese glich im Schnitt vollkommen der Friedensuniform, die Verschnürungen waren jedoch in grau gehalten. Das Lederzeug und die Stiefel waren naturbraun, die Pelzmütze wurde durch einen schilffarbig genannten Stoffüberzug bedeckt. Das Bandelier und die Kartusche wurden zu dieser Uniform nicht mehr angelegt.
Wie alle Husarenregimenter waren sie mit dem Kavalleriedegen M89, mit gerader Schörklinge (eingeführt 1890), und dem Karabiner 98a ausgerüstet.

## Kommandeure
| Dienstgrad                  | Name                                                          | Datum                                                     |
| --------------------------- | ------------------------------------------------------------- | --------------------------------------------------------- |
| Oberstleutnant/Oberst       | Karl von Knobloch                                             | 21. Februar 1815 bis 5. Oktober 1819                      |
| Oberst                      | August Ludwig von Nostitz                                     | 06. Oktober 1819 bis 21. Oktober 1821                     |
| Oberstleutnant/Oberst       | Karl von Malachowski und Griffa                               | 29. November 1821 bis 31. Mai 1832                        |
| Oberstleutnant/Oberst       | Friedrich von Pückler                                         | 01. Juni 1832 bis 29. März 1840                           |
| Oberst                      | Georg von Schoenermarck                                       | 30. März 1840 bis 17. Februar 1844                        |
| Oberstleutnant/Oberst       | Ferdinand von Kaphengst                                       | 30. März 1844 bis 26. April 1848                          |
| Major                       | Louis von Dönhoff                                             | 27. April bis 6. Mai 1848 (mit der Führung beauftragt)    |
| Major                       | Louis von Dönhoff                                             | 07. Mai bis 13. Dezember 1848                             |
| Major/Oberstleutnant/Oberst | Friedrich August von Elverfeld genannt von Beverförde-Werries | 14. Dezember 1848 bis 10. Mai 1854                        |
| Major/Oberstleutnant/Oberst | Karl Geyr von Schweppenburg                                   | 11. Mai 1854 bis 7. Juni 1858                             |
| Oberstleutnant/Oberst       | Friedrich Alexander von Bismarck-Bohlen                       | 08. Juli 1858 bis 23. Juli 1861                           |
| Oberstleutnant/Oberst       | Hermann von Kerssenbroigk                                     | 24. Juli 1861 bis 6. September 1864                       |
| Oberstleutnant/Oberst       | Rudolf von Krosigk                                            | 28. September 1864 bis 27. Juli 1868                      |
| Oberstleutnant/Oberst       | Karl von Hymmen                                               | 28. Juli 1868 bis 14. August 1874                         |
| Oberstleutnant              | Wilhelm von Württemberg                                       | 15. August 1874 bis 25. Juni 1875                         |
| Major/Oberstleutnant        | Gebhard von Krosigk                                           | 26. Juni bis 18. August 1875 (mit der Führung beauftragt) |
| Oberstleutnant/Oberst       | Gebhard von Krosigk                                           | 19. August 1875 bis 20. August 1883                       |
| Oberst                      | Wilhelm von Preußen                                           | 16. Juni 1885 bis 26. Januar 1888                         |
| Oberstleutnant/Oberst       | Hans von Gottberg                                             | 27. Januar 1888 bis 21. August 1891                       |
| Oberstleutnant/Oberst       | Walther von Moßner                                            | 22. August 1891 bis 13. Juli 1895                         |
| Oberstleutnant/Oberst       | Paul von Wallenberg                                           | 14. Juli 1895 bis 10. März 1900                           |
| Major/Oberstleutnant/Oberst | Alfred zu Dohna-Schlobitten                                   | 11. März 1900 bis 23. April 1904                          |
| Oberst                      | Wolf Rudolf Freiherr Marschall von Altengottern               | 24. April 1904 bis 20. September 1906                     |
| Oberstleutnant/Oberst       | Oskar von Chelius                                             | 21. September 1906 bis 15. Juni 1910                      |
| Oberst                      | Otto Schuler von Senden                                       | 16. Juni 1910 bis 26. Januar 1913                         |
| Oberstleutnant              | Wilhelm von Dommes                                            | 27. Januar 1913 bis 1. August 1914                        |
| Oberstleutnant              | Georg von Brandenstein                                        | 02. August 1914 bis 26. Mai 1916                          |
| Oberstleutnant              | Arthur von Bredow                                             | 27. Mai 1916 bis 17. Mai 1918                             |
| Major                       | Joachim von Köckritz                                          | 18. Mai 1918 bis Januar 1919                              |